# Необіхевіоризм
Необіхевіорізм — напрямок американської психології, що виник в 30-і роки XX століття у відповідь на нездатність класичного біхевіоризму пояснити цілісність поведінки тварин і людей. Ключовими фігурами необіхевіоризму стали Кларк Л. Халл, Беррес Ф. Скіннер і Едвард Ч. Толмен.
Ідея класичного біхевіоризму полягала в тому, що реакції (R) живих істот обумовлені впливом стимулів (S). Інакше кажучи, поведінка являє собою безліч ланцюжків SR, кожна з яких сформувалася в результаті підкріплення. Необіхевіоризм розширив цю модель, ввівши поняття проміжних факторів (проміжних змінних) V, кожен з яких впливає на процес формування звичок SR: посилює, сповільнює або перешкоджає підкріпленню.
У 50-і роки XX століття необіхевіоризм став поступатися позиціями когнітивному підходу в психології.